# 大苞苣苔
大苞苣苔（学名：Anna submontana）为苦苣苔科大苞苣苔属下的一个种。大苞苣苔小灌木。高0.5-1米，小枝具棱，幼时被褐色短柔毛，老时近无毛。生于山坡阴处密林中及石灰岩上，海拔950-1600米。产中国云南东南部、广西西南部。越南北部也有分布。
其种加词“submontana”意为“亚高山的”。